# Raymond Brown
Raymond Brady Brown (Atlanta, Geòrgia, 5 de juliol de 1965) és un exjugador de bàsquet nord-americà. Amb els seus 2,03 metres d'alçada, la seva posició a la pista era la d'aler.

## Carrera esportiva
Va iniciar la seva trajectòria jugant a la Universitat de Mississippi State de l'NCAA, per a posteriorment fer-ho en la Universitat d'Idaho. El seu primer equip com a professional van ser els Utah Jazz de l'NBA amb els quals va disputar 16 partits en la temporada 1989-90.
La temporada 1990-91 passa a Europa i fitxa per l'OAR Ferrol de la lliga ACB amb els que qualla una excel·lent temporada anotant més de 17 punts i capturant 9 rebots per partit. Les següents quatre temporades les passarà a la lliga espanyola, jugant dos anys a l'Elosúa León, i dos més al Cáceres CB.
La temporada 1996-97 la comença a les files del Llemotges de la lliga francesa, però una lesió li fa perdre gran part de la mateixa. Al final d'aquesta temporada torna a Espanya per jugar a les files del 7Up Joventut de Badalona en substitució d'Anicet Lavodrama però no convenç a l'entrenador i després de la disputa de 4 partits és substituït per Gerald Madkins. La seva última experiència a les files d'un conjunt de l'ACB es produeix en la temporada 1997-98 en la qual va defensar els colors del Bàsquet Fuenlabrada. El 1998 se'n va a la lliga italiana, on jugaria fins pràcticament el final de la seva carrera esportiva, que es va produir com a jugador de l'Atenas de Córdoba de la lliga argentina l'any 2002.